# Katarzyna Grzelkowska-Kowalczyk
Katarzyna Grzelkowska-Kowalczyk – polska doktor habilitowany nauk weterynaryjnych, profesor w Szkole Głównej Gospodarstwa Wiejskiego w Warszawie, specjalistka od fizjologii zwierząt.

## Kariera naukowa
W 1990 roku na Wydziale Biologii Uniwersytetu Warszawskiego uzyskała tytuł magistra biologii. W 1995 roku Wydział Medycyny Weterynaryjnej Szkoły Głównej Gospodarstwa Wiejskiego w Warszawie nadał jej stopień doktora nauk weterynaryjnych na podstawie rozprawy pt. Wpływ kwasu orotowego na biosyntezę poliamin oraz proliferację komórek zdrowych i nowotworowych, której promotorem był Tomasz Motyl. W tym samym roku została zatrudniona na tejże uczelni, a w 2007 roku uzyskała na jej Wydziale Medycyny Weterynaryjnej stopień doktora habilitowanego nauk weterynaryjnych na podstawie pracy pt. Wewnątrzkomórkowe mechanizmy warunkujące wrażliwość mięśni szkieletowych na insulinę i insulinopodobny czynnik wzrostowy-I. Potencjalne modyfikacje systemu przekaźnictwa sygnałów komórkowych prowadzące do oporności na insulinę i atrofii mięśniowej.